# Miloš Volf
Miloš Volf (* 2. Juni 1924 in Tábor, Tschechoslowakei; † 27. Januar 2012) war ein tschechischer Freiheitskämpfer, der die Gefangenschaft im KZ Theresienstadt und KZ Flossenbürg zur Zeit des Zweiten Weltkriegs überlebte. Er war Ehrenvorsitzender der Arbeitsgemeinschaft ehemaliges KZ Flossenbürg e. V. (ArGe).

## Leben
Er besuchte ein Gymnasium und half im Kolonialwarengeschäft seines Vaters. Nach der Besetzung des Landes 1939 beteiligt sich die Familie an dem Widerstand, der für die Wiederherstellung der Vorkriegs-Tschechoslowakei kämpfte. Die Teilnahme an der Untergrundbewegung wurde mit dem Tod bestraft, bestenfalls wurde man in ein Konzentrationslager verschleppt. Der damals 15-jährige arbeitete als Verbindungsmann dieser Bewegung. Seine Eltern versteckten gesuchte Personen, wie Frantisek Pavelka einen Fallschirmspringer, vor der Gestapo.

### Haft in Konzentrationslagern
Die gesamte Familie wurde im Februar 1943 verhaftet und kam in das Konzentrationslager Kleine Festung Theresienstadt. Dort wurden sie monatelang festgehalten und mussten brutale Verhöre ertragen. Am 7. Februar 1944 kam Milos und sein Vater Josef Volf in das KZ Flossenbürg, seine Mutter und seine Großmutter wurden in das Frauen-KZ Ravensbrück deportiert. In Flossenbürg mussten beide erst im Steinbruch arbeiten, dann im Flugzeugbau für die Firma Messerschmitt. Milos wurde zur Nummer 3377.
Die Untergrundorganisation beschaffte ihm eine etwas leichtere Arbeit als Blockschreiber. Dank seines künstlerischen Talents wurde er von den Kapos und SS-Leuten beauftragt Glückwunschkarten für sie zu zeichnen, wofür er zusätzlich Nahrung für sich und andere eintauschen konnte. Durch seine Stellung als Blockschreiber kam er an Papier und Schreibsachen, wodurch er, obwohl dafür mit dem Tod gedroht worden ist, heimlich einige Zeichnungen für sich machen konnte, die er dann unter seiner Matratze versteckte. Er zeichnete und kolorierte unter Bedingungen, die kunstfeindlicher und lebensgefährlicher nicht sein konnten. Drei dieser Aquarellbilder blieben erhalten, weil Volf sie mitnahm, als er am 20. April 1945 auf den Todesmarsch getrieben wurde.
Nachdem Vater und Sohn auf dem Todesmarsch von den Amerikanern befreit worden sind kehrten sie im Mai 1945 nach Tábor zurück.

### Nach der Gefangenschaft
Nach dem Krieg wurde er leitender Mitarbeiter im Kinder- und Jugendfernsehen des Tschechoslowakischen Fernsehens. In der sozialistischen Tschechoslowakei wurde die demokratisch gesinnte Familie erneut verfolgt. Der Vater wurde Ende der 1940er in ein Arbeitslager in Jáchymov eingewiesen. Nach der Niederschlagung des „Prager Frühlings“ 1968 verlor Miloš Volf seine Stelle als Leiter des Kinder- und Jugendprogramms, 1970 musste er das tschechoslowakische Fernsehen verlassen. Er arbeitete daraufhin als Feuerschutzbeauftragter bei einem Lebensmittelbetrieb. Bis ins hohe Alter widmete er sich der deutsch-tschechischen Versöhnungsarbeit. Er baute die Organisation der ehemaligen Flossenbürger in der Tschechoslowakei auf und war  Ehrenvorsitzender der Arbeitsgemeinschaft ehemaliges KZ Flossenbürg e. V. (ArGe).Bis kurz vor seinem Tod nahm er an Ausstellungen teil, die seine und die Werke von anderen ehemaligen Gefangenen zeigten.

## Filme
- Das KZ Flossenbürg. 32 Min., G. Vanselow, P. Heigl, G. Faul, BRD 1995 (Jaroslav Venclik und Milos Volf berichten über ihre Zeit im KZ.)[4]